# Faut que ça saute !
Pour le film britannique, voir Faut que ça saute.
Faut que ça saute ! est une émission de télévision française pour la jeunesse diffusée sur Canal J du 6 septembre 1999 au 28 juin 2002.
D'abord présentée par Bertrand Amar du 6 septembre 1999 au 29 juin 2001, elle fut ensuite reprise par Vanessa de Clausade avec Samantha Vandersteen, Olivier Ligné et la participation Boubou du 3 septembre 2001 au 28 juin 2002.

## Diffusion
Au début, l'émission était diffusée vers 13h00 puis 19h00 tous les jours.
Ensuite, l’émission fut diffusée chaque soir du lundi au vendredi à 19h35, puis le samedi à 18h30 pour la Compile de la semaine et diverses rediffusions des émissions de la veille.
Cette émission n'a jamais été sanctionnée par des émissions spéciales.

## Présentation
- 6 septembre 1999 - 30 juin 2000 : Bertrand Amar
- 4 septembre 2000 - 29 juin 2001 : Bertrand Amar et Vanessa de Clausade (en alternance) avec Samantha Vandersteen
- 3 septembre 2001 - 22 février 2002 : Vanessa de Clausade avec Samantha Vandersteen et Olivier Ligné et la participation de Boubou
- 23 février 2002 - 28 juin 2002 : Vanessa de Clausade avec Samantha Vandersteen et Olivier Ligné

Samantha Vandersteen répondait aux courriers du cœur des filles et des garçons dans la rubrique Le Courrier de Samantha et faisait quelques apparitions ultérieures.
Olivier Ligné coanimait l'émission et participait à diverses rubriques qui lui étaient consacrées.
Boubou a présenté pendant une période la rubrique C'est toi qui filmes mais n'apparaissait pas sur le plateau de l'émission, uniquement ultérieurement.

## Principe et déroulement
L'émission se déroulait en plusieurs parties :
- Le Club des reporters, où des enfants présentaient un reportage quelconque sur quelqu'un ou quelque chose.
- Le Top des clips, où chaque soir de la semaine, était présenté un clip voté par le public sur Internet.
- C'est toi qui filmes, pendant une période présentée par Boubou en 2002, où les enfants faisaient une vidéo plus ou moins ironique sur eux ou diverses choses.
- Le Courrier de Samantha, où Samantha Vandersteen répondait à des courriers du cœur que les enfants lui envoyaient.
- Une Semaine avec..., où chaque soir de la semaine, une star invitée à l'émission répondait aux questions des enfants par téléphone.

Et aussi diverses rubriques comme Les Défis dégueus, où Olivier mangeait des choses hideuses choisies par les enfants, Le Défi de la minute ou encore Les Portes magiques.

## Arrêt
Faut que ça saute ! a probablement disparu pour cause de manque de volontaires[réf. nécessaire], à tel point que les dernières émissions se composaient essentiellement de rubriques rediffusées.
En juin 2002, un mois avant la dernière émission, un décompte classa chaque jour un épisode d'une rubrique.
L’émission s'arrêta le 28 juin 2002 et ne réapparut pas à la rentrée de septembre 2002.  Vanessa de Clausade et Olivier Ligné continuèrent leur duo en présentant Le monde est scoop dès le 21 octobre 2002 toujours sur Canal J et jusqu'au 30 juin 2006. Samantha Vandersteen est, quant à elle, partie par la suite dans l'émission Lollytop, diffusée également sur Canal J, lorsqu'elle était présentée par Claire Perot.